# Nombre 156
El nombre 156 (CLVI) és el nombre natural que segueix el nombre 155 i precedeix el nombre 157.
La seva representació binària és 10011100, la representació octal 234 i l'hexadecimal 9C.
La seva factorització en nombres primers és 2²×3×13; altres factoritzacions són 1×156 = 2×78 = 3×52 = 4×39 =6×26 = 12×13.
Es pot representar com a la suma de sis nombres primers consecutius: 17 + 19 + 23 + 29 + 31 + 37 = 156; és un nombre 4-gairebé primer: 3 × 2 × 2 × 13 = 156.